# Eloria peruviana
Eloria peruviana är en fjärilsart som beskrevs av Collenette 1950. Eloria peruviana ingår i släktet Eloria och familjen tofsspinnare. Inga underarter finns listade i Catalogue of Life.